# William Steele (actor)
William Steele (28 de marzo de 1888 – 13 de febrero de 1966) fue un actor cinematográfico de nacionalidad estadounidense, con una carrera desarrollada principalmente en el género western, participando en varias producciones de John Ford.

## Biografía
Su verdadero nombre era William Anton Gittinger, y nació en San Antonio, Texas. 
Poco se saba de su vida con anterioridad a su llegada a Los Ángeles hacia 1910. En esa época florecía la industria cinematográfica en Hollywood, y como él habría tenido una gran experiencia con los caballos, Steele obtuvo fácilmente trabajo en películas western. 
Sin embargo, durante la Primera Guerra Mundial luchó en Europa, volviendo después a Hollywood. A pesar de los diferentes nombres que utilizó, se sabe que trabajó de modo continuo en diferentes westerns rodados desde la época del cine mudo hasta bien entrados los años 1950. Su último papel fue el de Nesby, miembro herido del pelotón, en la película de John Ford The Searchers (1956), su décima colaboración con el director. 
William Steele falleció diez años después, en 1966, en Los Ángeles, California, días antes de cumplir los 78 años de edad. Le sobrevivió su esposa, la actriz Josie Sedgwick. Fue enterrado, con su nombre de nacimiento, en el Cementerio Nacional Fort Sam Houston, en San Antonio, Texas. 
A lo largo de su carrera había utilizado un gran número de nombres artísticos, por lo que en sus películas podía aparecer en los créditos con cualquiera de los siguientes: Billy Gettinger, Bill Gettinger, William Gettinger, William Gittenger, Bill Steele, Robert Steele, W.A. Steele, William A. Steele, William Steuer.

## Selección de su filmografía
- The Valley of Hell (1927)
- Ace of Spades (1925)
- The Last Man on Earth (1924)
- Shootin' for Love (1923)
- Dead Game (1923)
- Single Handed (1923)
- The Fast Mail (1922)
- The Wallop (1921)
- The Avenging Arrow (1921)
- The Phantom Riders (1918)
- Bucking Broadway (1917)
- A Marked Man (1917)
- The Secret Man (1917)
- The Texas Sphinx (1917)
- Cheyenne's Pal (1917)
- The Soul Herder (1917)
- Six-Shooter Justice (1917)
- The Wrong Man (1917)
- The Golden Bullet (1917)
- The Mysterious Outlaw (1917)
- A 44-Calibre Mystery (1917)
- Hair-Trigger Burke (1917)
- The Fighting Gringo (1917)
- Goin' Straight (1917)
- The Outlaw and the Lady (1917)
- The Bad Man of Cheyenne (1917)
- Blood Money (1917)
- A Knight of the Range (1916)
- The Ring of Destiny (1915)